# Wera Dmitrijewna Gurewitsch
Wera Dmitrijewna Gurewitsch (russisch Вера Дмитриевна Гуревич, wiss. Transliteration Vera Dmitrievna Gurevič, auch Vera Gurevich; geb. 10. Oktober 1933) ist eine russische Lehrerin.

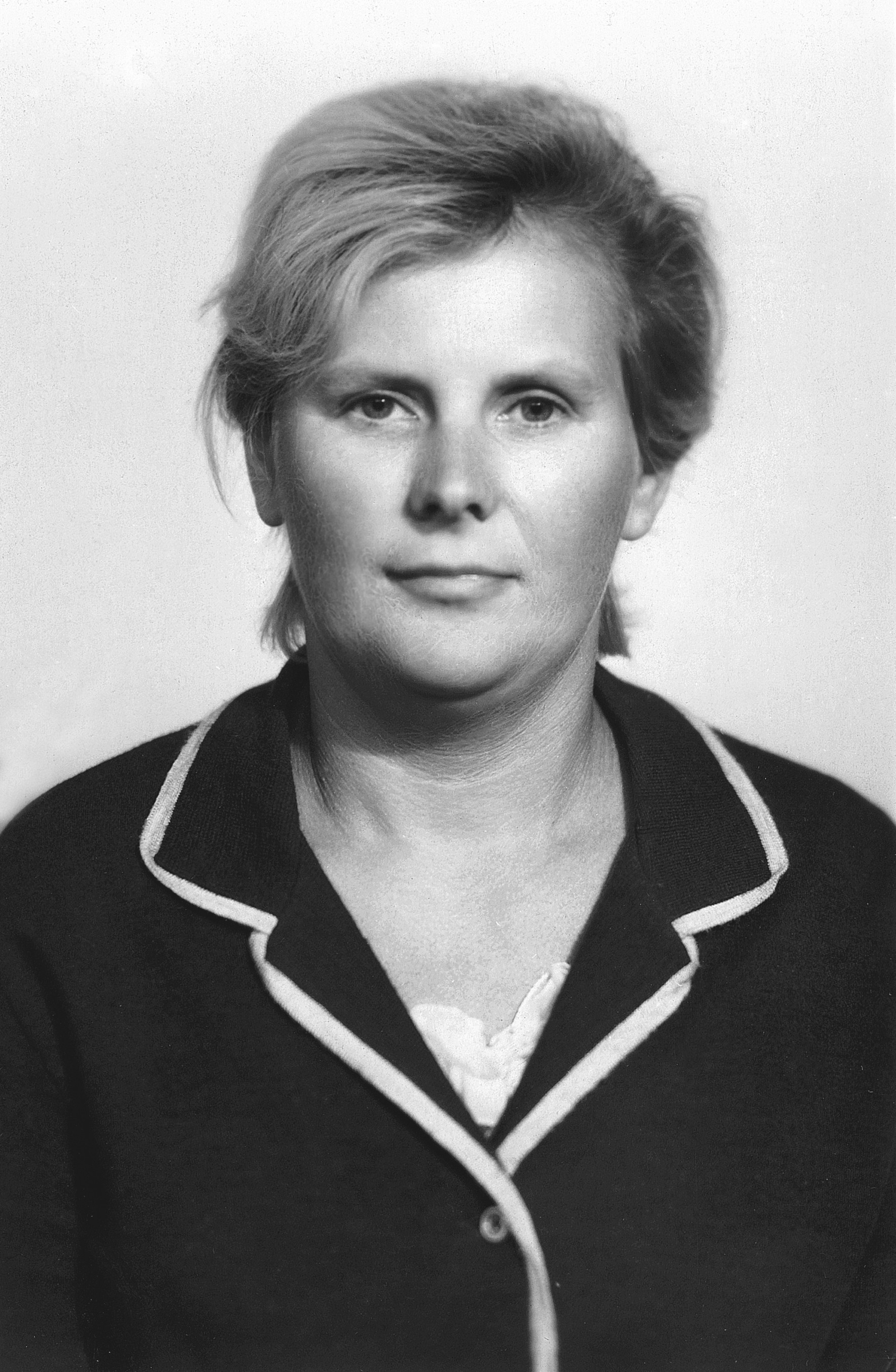
Wera Gurewitsch

Über mehrere Jahre war sie in der Schule Deutschlehrerin und Klassenlehrerin des russischen Präsidenten Wladimir Putin und hat über ihn auch ein bekanntes Buch geschrieben, mit Memoiren über dessen Kindheit und Jugend. Sie gilt als eine kleine Petersburger Berühmtheit.
Sie ist zur Hälfte Russlanddeutsche und unterrichtete Putin an der Schule Nr. 193 in Leningrad (St. Petersburg), wo sie von der 5. bis 8. Klasse seine Klassenlehrerin (und Lieblingslehrerin) war. Putin hat bei ihr Deutsch gelernt. Im Jahr 1958 hatte sie ihr Studium an der Germanistik-Abteilung der Fremdsprachenfakultät des Pädagogischen Herzen-Instituts in Leningrad abgeschlossen.
Wera Gurewitschs Verhältnis zu Putin skizziert der britische Putin-Biograph Philip Short so: „Vera Gurevich was tough. She later worked with the police as a counsellor for young delinquents. But she and Volodya [= Wladimir] got on well. […] She became his mentor.“
Wladimir Putins Klassenlehrerin wird wiedergegeben mit den Worten:

„In der fünften Klasse habe ich Wolodja gesagt, er solle aufhören, zu faulenzen, und sich ans Lernen machen.“

In Putins Buch Aus erster Hand von 2000 sagt sie über diesen:

„Ich glaube, Putin ist ein guter Mensch. Aber er verzeiht Personen, die ihn verraten oder gemein zu ihm sind, nie.“

## Publikationen
- Владимир Путин. Родители. Друзья. Учителя [Wladimir Putin. Eltern. Freunde. Lehrer]. Sankt Petersburg 2004